# Akai
Akai (kinesisk: 雅佳; pinyin: Yǎjiā, japansk: Akai i rōmaji) er et brand af forbrugerelektronik, der nu har hovedkvarter i Singapore. På sit højeste i slutningen af 1990'erne havde Akai Holdings 100.000 medarbejdere og en årlig omsætning på HK$40 milliarder, men det kollapsede i 2000 og skyldte kreditorer 1100 millioner US$. "Akai" betyder "rød", deraf logoets farve, der tidligere også bestod af en rød prik.